# Chickcharnie
El Chickcharnie, Chickcharney o Chickcharnee es una criatura mítica, que vive en los bosques de la isla de Andros en la Bahamas.
Se le describe como un ser peludo y con plumas, semejante a las aves; y se le considera de aspecto desagradable. En la leyenda común, si un viajero se encuentra con un chickcharnie y lo trata bien, será recompensado con la buena suerte. Sin embargo, el tratar mal a un chickcharnie dará lugar a la mala suerte de la persona. Estas criaturas vivirían en las copas de los más altos árboles.